# Плашув (концентраційний табір)
Плашув (пол. Płaszów) — нацистський концентраційний табір в південному передмісті Кракова, заснований нацистами незабаром після німецького вторгнення в Польщу та установи генерал-губернаторства. Спочатку табір був розроблений як табір примусових робіт, відкритий у 1940 році. У 1941 табір був розширений і згодом перетворений у концентраційний табір, куди з 28 жовтня 1942а почали проводитися депортації євреїв з краківського гетто. До 1943 комендантом табору був Хорст Піларцик. З березня 1943 комендантом табору став унтерштурмфюрер СС родом з Відня Амон Гет. Він був відомий своїм садистським поводженням з ув'язненими. Щоранку він починав з того, що виходив на балкон своєї резиденції з біноклем і снайперською гвинтівкою, оглядав табір, працюючих в'язнів, і якщо йому хтось не подобався, тут же вбивав порушника. Не було й дня, щоб він когось не застрелив. Він любив влаштовувати публічні масові покарання за найменше порушення, годинами тримаючи ув'язнених на Appelplatz. Зазвичай через одного порушника карали увесь барак. Улюбленим його покаранням було публічне побиття перед усіма ув'язненими батогом або палицями. До того ж, за правилами, введеними Гетом, кожен ув'язнений повинен був сам рахувати кількість ударів, яких йому завдавав один із наглядачів. Якщо жертва збивалася з рахунку, все починалося спочатку. Зазвичай після таких покарань в'язень помирав або залишався калікою. У Амона Гёта було двоє улюблених собак, Рольф і Ральф. Він любив нацьковувати їх на ув'язнених. Найчастіше такі розваги закінчувалися смертю в'язня.13 березня 1943 Гет особисто командував ліквідацією краківського гетто, зігнавши в табір євреїв, придатних до роботи. Тих, кого нацисти вважали непридатними до роботи, вбили. Під командою Гета була група есесівців і кілька співробітниць СС, серед яких були Гертруда Хайзе, Луїза Данцева, Аліса Орловскі і Анна Гервінг.
На базі поліцейських підрозділів СС, які брали активну участь у всіх акціях знищення євреїв краківського гетто, сформували охорона табору Плашув і особиста гвардія коменданта табору Гета. На території табору був побудований Puffkaus, бордель для охорони СС, який обслуговували польські дівчата.
Ті ув'язнені Плашува, що вижили, згадували Алісу Орловскі як зразково-показову співробітницю СС. Вони розповідали про її удари хлистом, вона особливо любила шмагати молодих жінок по очах. Під час перегуків вона ходила уздовж рядів ув'язнених і била батогом тих, кого підозрювала у розмовах в строю.
На території Плашува знаходилися механічні майстерні, каменоломня, кабельний завод, підприємство з пошиття форменого одягу Юліуса Мадрітча. На всіх цих підприємствах працювали в'язні табору. У Заблоче, неподалік від табору, перебувала Deutsche Emailwaren Fabrik (Німецька фабрика емальованого посуду) Оскара Шиндлера — це було одне з найбільш процвітаючих підприємств Кракова. 1000 ув'язнених Плашува працювало на цьому підприємстві. У 1943 Оскар Шиндлер за свої гроші збудував у Заблоче біля ДЕФ свій табір, куди перевів з Плашува в'язнів, які працювали на його підприємстві. У таборі «Емалії» не було коменданта і тиранії ув'язнених. Не було і постійного складу охорони. Гарнізон змінювався кожні два дні. Пара вантажівок доставляла з Плашува в Заблоч есесівців, які й брали під свою охорону табір. Вони були тільки раді, коли їм випадала нагода нести вахту на «Емалії». У Оскара Шиндлера, годували значно краще, ніж у Плашуві. Чергувати в Заблоче було хоча і нуднувато, але приємно. І хоча кожен есесівець міг пристрелити будь-якого з тих, хто працював на «Емальії», Оскар Шиндлер особисто стежив за тим, щоб цього не відбувалося. Там не було сторожових псів. Не було побиття. І суп, і порції хліба були і кращої якості і їх було побільше, ніж у Плашуві: приблизно 2000 калорій на день — відповідно до рекомендацій лікаря, який теж працював в одному з цехів «Емалії». Зміни тривали довго, часом по дванадцять годин, але зміни не були потогінними і виснажливими. За весь час існування табору «Емалії» ніхто з в'язнів не став інвалідом і не помер від непосильної роботи, від побиттів і голоду. У той час як тільки на підприємстві «Буна» концерну «І. Г. Фарбен» з 35 тисяч чоловік робочої сили загинуло 25 тисяч ув'язнених. І вже через багато часу ті, хто працював на «Емалії», називали табір Шиндлера справжнім раєм. Юліус Мадрітч контрабандою завозив в Плашув на вантажівках куплені на чорному ринку у Кракові хліб та інші продукти для ув'язнених, рятуючи тим самим їх від знемоги і голодної смерті. Особисто і через керуючого, Оскар Шиндлер витрачав щомісяця 50 тисяч злотих на харчування, що купував на чорному ринку для своїх ув'язнених. Траплялися тижні, коли йому доводилося забезпечувати поставку більш ніж трьох тисяч буханців хліба. У всій Польщі ніхто з усіх гуманних промисловців не міг зрівнятися з ним у справі незаконного підгодовування ув'язнених. Користуючись дружбою з Амоном Гётом, Оскару Шиндлеру не раз вдавалося рятувати ув'язнених Плашува від смерті.
Рівень смертності в таборі був дуже високий. Багато ув'язнених, включаючи жінок і дітей, загинули від тифу, виснаження і покарань. Табір став особливо знаменитий через групові та індивідуальні розстріли, які проводилися тут. Гёт доручив старшій за званням співробітниці СС, kommandoführerin Алісі Орловскі усі документи, що стосувалися масових вбивств і розстрілів. Вона тримала документи у себе до кінця війни і після знищила їх. Неподалік від табору знаходився пагорб, який місцеві мешканці називали Чуйова Гурка, на вершині пагорба був австрійський форт. Починаючи з 1942 року там розстрілювали в'язнів з тюрми Монтелюпич (Краків), партизанів, марксистів, націоналістів, в'язнів краківського гетто, в'язнів табору Плашув та інших таборів. Трупи закопували недалеко в лісі під схилом пагорбу в загальних могилах. До ліквідації табору у 1945 розстріли проводилися щодня. У Плашуві з в'язнів табору була створена єврейська табірна поліція, шефом якої став Вілек Чілович, який брав активну участь у розстрілах і знищенні євреїв. Через Вілека Чіловича, у якого були зв'язки з керуючими підприємств, купцями і навіть з ресторанами в Кракові, Амон Гет нелегально продавав деяку частину харчового раціону в'язнів табору на ринку в Кракові. Раціон ув'язнених табору коливався в межах від 700 до 1.000 калорій. Звичною справою стали відправки ув'язнених Плашува в інші трудові табори. Так був відправлений батько Романа Поланскі у Маутхаузен, де пробув до кінця війни. У таборі Амон Гет містилося близько тридцяти тисяч людей. Неподалік від аппельплаца, поруч зі старим єврейським моргом, що використовувався есесівцями як стайня, розміщувався табір для польських військовополонених, що вміщав одночасно до тисячі двохсот осіб. Деякий час, поки в Аушвіці-Біркенау і Гросс-Розені будували нові газові камери і крематорії, Плашув слугував проміжним тимчасовим табором для євреїв, яких звозили туди з південної і східної Польщі, Угорщини та Чехословаччини і з гетто м. Тарнів. Іноді населення Плашува розросталося до тридцяти п'яти тисяч. Тоді Амон Гёт частенько «проріджував» ряди в'язнів, щоб звільнити простір для новоприбулих. Він приходив в барак або цех, ставив людей у дві шеренги і одну з них виганяв назовні. Там їх забирали і відводили або в австрійський форт на Чуєву Гурку, де відбувалися розстріли, або (з тим же результатом) на станцію Краків Плашув, або, як це було прийнято восени 1943, на залізничні колії просто до стінки бараків СС. Місцем публічних покарань і страт у Плашуві був аппельплац, на якому звели ряд шибениць, що дожили до нашого часу. Правила проведення страт у Плашуві включали в себе вимогу повного мовчання. Не в приклад галасливій обстановці давніх часів кара повинна була відбуватися в повній тиші. Ув'язнені стояли в щільних колонах під наглядом есесівських наглядачів Хайара, Йона, Шейдта, Грюна, Лансдорфера, Амтора, Грімма, Шрейбера, а також есесівок-наглядачек, Аліси Орловскі і Луїзи Данцевої. Під їх наглядом вирок засудженим зачитувався в повній тиші. Катом у Плашуві був єврей-м'ясник з Кракова, помилуваний за скоєний раніше злочин на умові, що він візьме на себе обов'язки ката. Він ставив засудженого на табуретку і накидав йому зашморг на шию. Потім вибивав підпорку з-під ніг засудженого. Тих кого не вдавалося повісити з першого разу вдало Амон Гёт власноруч тут же вбивав зі свого пістолета. Деякі засуджені, намагаючись уникнути страти, пробували покінчити життя самогубством, вони перерізали собі вени на руках. Але Амон Гёт наказував катові в будь-якому випадку продовжувати страту і, залитих кров'ю, що юшила з зяючих ран на руках засуджених все одно вішали на шибеницях. Євреї Палестини зібрали велику суму грошей, яку передали через довірених осіб Оскару Шиндлеру. Частина цих грошей була витрачена на дорогі подарунки для Амон Гет. Оскар Шиндлер всіляко намагався умовити Амон Гет не злобствувати, не знущатися над ув'язненими, не вбивати нікого безпричинно. На деякий час це здобуло свою дію і Амон Гет перестав звірствувати. Але це тривало не довго — у свої 35 років Амон Гёт був закінченим садистом. Оскар Шиндлер не припиняв своїх спроб надоумити коменданта — садиста. У 1943 Оскару Шиндлеру вдалося провести на територію Плашува палестинського агента, який зробив кілька історичних документальних фотознімків табору і використання рабської людської праці, знявши групи ув'язнених, які волочили вагонетки з каменем з каменоломні, ув'язнених, які дробили вапнякові брили, інші жахливі сцени. Влітку 1943 сіоністи Палестини через Оскара Шиндлера таємно передали сіоністам Плашува 100.000 злотих, які ті використовували для полегшення нелюдських умов існування в'язнів Плашува — чимала частина цієї суми була витрачена на підтримку євреїв, які прибули до Кракова з інших місць, у яких не було ніяких джерел допомоги, частина — витрачена на харчування в'язнів Плашува, частина пішла на підтримку підпільного опору і на покупку пропусків і зброї. Раймонд Тітч — керуючий фабрики Юліуса Мадрітча займався фотографією. Часом з вікна свого кабінету, часом з кутка майстерні, він знімав ув'язнених у смугастій формі, які тягнуть вантаж по вузькоколійці, роздачу убогих порцій супу з хлібом, копку канав для фундаментів. Кілька знімків Тітча, можна припустити, зображують таємну доставку хліба в майстерні Мадрітча. Без сумніву, круглі коричневі буханці купував Тітч за згодою і на гроші Мадрітча; вони доставлялися в Плачув на вантажівках під купами обрізків і стосами одягу. Тітч фотографував, як круглі буханці квапливо перекидалися з рук в руки на склад Мадрітча з того боку, який не було видно з вишок, і під'їзну дорогу, поруч з виробничим корпусом. Він знімав есесівців та охоронців в русі: за іграми і на роботі. Він знімав групу робітників під наглядом майстра, інженера Карпа, який незабаром став жертвою собак вбивць, які вирвали йому геніталії і роздерли на ногах м'ясо до кісток. Під час прогулянок по Плашуву він закарбовував на плівці його будови. І схоже, саме він увічнив Амон Гет, розваленого в шезлонгу на веранді. Тітч фотографував псів Рольфа і Ральфа, Майолу, коханку коменданта, яка тримала одного з них за нашийзнзик. Так само він зобразив Амона Гета у всій величі на великому білому коні. Відзнявши плівки, Тітч не проявляв їх. У вигляді роликів було надійніше і безпечніше зберігати їх в архіві. Він сховав їх у металевому ящику у своїй краківській квартирі. Навіть коли ліквідували Плашув, Тітч не став проявляти і друкувати знімки — і для цього були підстави. У списках ОДЕСи, післявоєнної таємної спілки колишніх есесівців він значився як зрадник. Люди, які працювали у Мадрітча, за його сприяння отримали в цілому більше тридцяти тисяч буханців хліба, багато курчат, кілька кілограмів масла, і ізраїльський уряд високо оцінив його гуманне ставлення, про що були повідомлення в пресі. Плівкам з Плашува довелося близько двадцяти років лежати в землі у невеликому парку в передмісті Відня, де на були відображені образи Майоли, коханки Амона, його собак-вбивць і безіменних рабів. І для тих, що вижили в Плашуві стало тріумфом, коли в листопаді 1963 року один з врятованих Шиндлером (Леопольд Пфефферберг) потай купив ящик і його вміст за 500 доларів у Раймонда Тітча, в той час уже невиліковно хворого серцевою слабкістю. Але Раймонд Тітч не хотів, щоб знімки з'явилися на світ до його кончини. Безіменні тіні ОДЕССи лякали його більше, ніж імена Амона Гёта, Шернера, більше, ніж Аушвіц і Плачув. Після його похорону плівки були проявлені. Майже всі знімки збереглися. На початку 1944 року Плашув, як і всі інші Konzentrationslager (концентраційні табори) був переведений під керівництво Головного адміністративно господарського управління СС генерала Пола в Оранієнбурзі, передмісті Берліна. І такі додаткові табори, як «Емалія» Оскара Шиндлера, теж перейшли під контроль Оранієнбурга. Керівництво в Оранієнбурзі не заохочувало масові страти. Дні, коли за недбайливу чистку картоплі безкарно вбивали на місці, закінчилися. Тепер кара повинна була бути результатом відповідної процедури. Звіт про слухання в трьох примірниках пересилався в Оранієнбург. Вирок повинен був затверджений не тільки генералом Глюком, а й департаментом W (економіки) генерала Пола. Бо якщо комендант засуджував до смерті істотно потрібних для виробництва робітників, департаменту доводилося виплачувати компенсацію. Департамент з особливим небажанням викладав компенсацію, якщо брак робочої сили пояснювався зайвим завзяттям есесівців, завжди готових відкрити вогонь. І щоб уникнути паперової тяганини і ускладнень в департаменті, Амон Гет був змушений тримати руки за спиною. У липні 1944 року в табір прибули 50 есесівців під командуванням группенвахманов СС Аліфата Демиденка, Миколи Гаврилова та Сергія Владимирова. У 1944, готуючись до російського наступу, СС змушене було скасувати свої структури на Сході. Треблінка, Собібор були евакуйовані вже восени 1943. Ваффен СС, які здійснювали їх переміщення, отримали наказ підірвати всі газові камери і крематорії, не залишивши від них ні найменшого сліду. Величезний комплекс в Аушвіці був приречений — його крематорії передбачалося зрівняти із землею. У Плашуві почали знищувати тіла загиблих в'язнів, похованих у спільних могилах біля табору. А їх було близько 20.000. Трупи витягали з поховань і спалювали на відкритих вогнищах. Амон Гет особисто керував цією операцією. У Плашуві був убитий перший голова юденрату Кракова Марек Біберштейн, який багато зробив для порятунку євреїв. Йому зробили смертельну ін'єкцію бензину в вену. Комісара гетто Давида Гаттера, який охоче співпрацював з СС і Сімху Спіру, очільника єврейської служби порядку краківського гетто разом з їх сім'ями розстріляли в Плашуві і закопали в загальних могилах. Вілека Чіловича, голову єврейської охорони Плашува при спробі втечі розстріляли особисто Амон Гет і Альберт Хаяр, який 28 жовтня 1942 керував знищенням інфекційної лікарні краківського гетто, розстрілом усіх пацієнтів і персоналу лікарні. У 1944 в Плашуві почали проводити жорстокі селекції, результатом чого стали постійні відправки великих груп ув'язнених у табори знищення. У таборі починаючи з 1943 жило дуже багато дітей. Практично усі вони перебували на території табору нелегально. Але начальство закривало на це очі. У 1944 діти першими стали жертвами селекцій. Їх першими стали відправляти в табори смерті. У 1944 Амон Гет заарештувало гестапо. Його звинувачували у розтратах і темних справах на чорному ринку. Новим тимчасовим комендантом Плашува, після арешту Амона Гета став гауптштурмфюрер Бюхнер. Невдовзі перед ліквідацією Плашува Оскар Шиндлер побудував за свої особисті кошти табір у Брінлітці, в який восени 1944 вивіз євреїв DEF Deutsche Emailwaren Fabrik, завдяки чому усі євреї, врятовані Оскаром Шиндлером, лишилися живими. У жовтні 1944 всіх чоловіків, що залишилися перевезли в Гросс-Розен, а жінок — в Аушвіц, де вони були знищені. У Плашуві залишили невелику групу в'язнів доля остаточної ліквідації табору, після чого у 1945 в вагонах для худоби їх відправили в Аушвіц. Завдяки щасливому випадку більшості з них вдалося вижити.
Останніх в'язнів, погнали маршем смерті в Аушвіц. Багатьох з тих, хто лишився після цього маршу, вбили відразу після прибуття. Коли радянська армія підійшла до Кракова, нацисти повністю зруйнували табір, лишивши на його місті чисте поле. Радянські війська звільнили Плашув 20 січня 1945. Тіла, які були закопані у загальних похованнях, потім були ексгумовані та поховані у парку.
Місцевість, на якій стояв табір, зараз складається з полів та зарослих пагорбів, з великим стовпом, який вказує місцезнаходження табору, невелика пам'ятна дошка розташована на місці табору. Табір і життя в ньому змальовані у книзі Томаса Кенеллі «Список Шиндлера» та однойменному фільмі Стівена Спілберга, знятому за цією книгою.